# Provinz Niassa
Die Provinz Niassa liegt im Norden Mosambiks. Sie hat eine Fläche von ca. 129.056 km². Die Hauptstadt der Provinz Niassa ist die Stadt Lichinga mit etwa 85.758 Einwohnern. Niassa ist die größte und fruchtbarste Provinz Mosambiks, zugleich aber auch die am dünnsten besiedelte.
In der Sprache der Yao bedeutet das Wort Niassa zu Deutsch „See“.

## Geographie
Niassa ist durch ihr geomorphologisches Relief die am höchsten gelegene Provinz Mosambiks und erreicht durchschnittlich 700 m. Das Lichinga Plateau, das etwa ein Viertel der Provinz einnimmt, erzielt Werte von bis zu 1500 m. Der Monte Txitonga ist mit 1848 m der höchstgelegene Punkt der Provinz.
Im Norden der Provinz befindet sich das Niassa Game Reserve, das größte Naturschutzgebiet von Mosambik.

## Administrative Gliederung
Die Provinz Niassa ist noch einmal in 16 Distrikte unterteilt (Stand 2016):
| - Cuamba - Chimbunila, seit 2013 an Stelle des Distrikts Lichinga - Lago - Lichinga, seit 2013 nur Stadt-Distrikt - Majune - Mandimba - Marrupa - Maúa - Mavagoago | - Mecanhelas - Mecula - Metarica - Muembe - N'gauma - Nipepe - Sanga |

Ferner gehören zur administrativen Gliederung der Provinz fünf Gemeinden mit städtischer Selbstverwaltung: Cuamba (cidade), Lichinga (cidade), Mandimba (vila, seit 2013), Marrupa (vila, seit 2008) und Metangula (vila). Ferner gibt es zahlreiche Dörfer.

## Bevölkerung
Der größte Teil der hier lebenden Bevölkerung gehört der Volksgruppe der Yao an. Viele Menschen sprechen Yao, Nyanja oder Makua.
Nach der Unabhängigkeit des Landes im Jahre 1975 wurde versucht, Menschen aus anderen Provinzen in Niassa anzusiedeln. Diese Versuche blieben aber erfolglos. 1980 hatte Niassa lediglich 300.000 Einwohner, 16 Jahre später wurde die Bevölkerung auf immerhin 782.365 Menschen geschätzt. In der Provinz leben nach der Volkszählung 1.810.794 (Zensus 2017) Menschen.

## Wirtschaft
Die Provinz besitzt ausgedehnte agrarwirtschaftliche Potenzial, besonders für den Anbau von Baumwolle, Erdnüsse, Mais und Tabak, ferner für die Viehwirtschaft und den Bergbau auf Kohle sowie einige Minerale. Die frühere portugiesische Kolonialverwaltung hatte hier seit 1960 mit massiven Arbeitskräfteeinsatz versucht, diese Potenziale für sie nutzbringend zu erschließen. Für den Tourismus gibt es durch den Lebensraum der „Big Five“ einige Potenziale.
Im Mai 1996 wurde nach einer von Präsident Chissano und dem südafrikanischen Präsident Mandela in 1995 unterzeichneten Vereinbarung das Projekt Mosagrius geschaffen, dass es südafrikanischen Farmern ermöglichen sollte, sich in Niassa anzusiedeln. Im historischen Rückblick gab es bereits ähnliche Ansätze mit der Niassa Company (portugiesisch Companhia do Niassa).
Mit dieser Initiative sollte eine Aktivierung der landwirtschaftlichen Potenziale in der Provinz erreicht werden. Dazu gründeten die beiden Vertragsstaaten eine wirtschaftlich ausgerichtete Gesellschaft mit Sitz in Lichinga, deren Ziel es war, mit einer verlängerbaren Landkonzession von zunächst 50 Jahren und auf einer Gesamtfläche von 220.000 Hektar vorrangig südafrikanische Farmer zur Ansiedlung zu bewegen. Nur 24 Farmunternehmen, 14 aus Südafrika und 10 aus Mosambik hatten sich schließlich an diesem Landwirtschaftsvorhaben beteiligt. Diese Mosagrius-Entwicklungsgesellschaft (englisch Mosagrius Development Society; portugiesisch Sociedade De Desenvolvimento Mosagrius) wurde zu jeweils 50 % der Gesellschafteranteile von der Regierung Mosambiks und der South African Chamber for Agricultural Development in Africa (SACADA) gegründet. Mit diesem Vorhaben sollte weißen Farmern aus Südafrika landwirtschaftliches Land zur Verfügung gestellt und dafür Kapital, Fachkompetenz und Agrartechnologie in die Provinz geleitet werden. Tatsächlich hielten sich die Erfolge in Grenzen. Die meisten südafrikanischen Farmer bewirtschafteten nur 500 Hektar oder weniger. Sie bauten Bohnen, Mais, Paprika und Tabak an oder betrieben Viehwirtschaft. Im Jahre 2001 gab die mosambikanische Regierung bekannt, dass das Projekt Mosagrius nicht die Erwartungen erfüllt habe und benannte als Ursache die fehlenden Kapitalreserven des südafrikanischen Partners.
Seit dem Jahr 2000 entstanden lokale Initiative Bemühungen, die erfolglos bewirtschafteten Landflächen des Mosagrius-Projektes in andere Hände zu übernehmen. Im Jahr 2005 wurde dazu und mit schwedischer Entwicklungshilfe die Malonda-Stiftung (englisch Malonda Foundation) gegründet.
Zwischen 2005 und 2008 erlebte die Provinz einen Zustrom ausländischer Investoren, die neue Baumplantagen in Monokultur anlegten. Weil ausländische Kapitalgesellschaften bei ökonomischem Engagement in Mosambik verpflichtet sind, Firmen mit inländischem Sitz zu errichten, kam es in diesem Zusammenhang zu fünf Unternehmensgründungen.
Diese sind:
- Chikweti Forests of Niassa SARL, in Lichinga (Mosambik) ansässig
- Companhia Florestal de Massangulo (mehrheitlich vom schwedischen Investmentfonds Global Solidarity Forest Fund AB, GSFF) kontrolliert[10]
- Florestas de Niassa (gegründet von der Rift Valley Corporation aus Simbabwe)[11]
- Malonda Tree Farms (Mehrheitseigentümer ist die Firma Green Resources aus Norwegen)[12]
- New Forests Company (Tochtergesellschaft der britischen New Forests)[13]

Alle diese Unternehmen waren mit einem guten Kapitalstock ausgestattet, beschäftigten Hunderte oder Tausende von Arbeitern und legten besonders auf der Lichinga-Hochebene großflächige Plantagen mit Kiefern und Eukalyptus an, schnell wachsende und nicht einheimische Baumarten.

## Verkehr
Im Süden der Provinz befindet sich ein Abschnitt der Eisenbahnstrecke von Moatize (im Westen), mit einer Nebenstrecke von Lichinga, über Nampula bis zur Hafenstadt Nacala am Indischen Ozean.